# 花咲徳栄対東洋大姫路延長15回引き分け再試合
花咲徳栄対東洋大姫路延長15回引き分け再試合（はなさきとくはるたいとうようだいひめじ えんちょう15かいひきわけさいしあい）とは、2003年（平成15年）3月31日及び4月1日に阪神甲子園球場で行われた、第75回選抜高等学校野球大会準々決勝戦の花咲徳栄高校と東洋大姫路高校の試合である。4月1日の甲子園ではこの再試合のみ行われた。なお、2000年に高校野球の延長戦が15回制打ち切りになってからは、甲子園大会で春夏を通じて初めての引き分け・再試合となった。

## 3月31日
両チームとも投手戦となり無得点のまま9回終了、延長戦に。10回表、花咲徳栄が2死2塁からタイムリーで先に1点先取したが、10回裏東洋大姫路も1死1、3塁から犠牲フライで同点に追いつく。最後のイニングとなる15回表、花咲徳栄は二塁への内野安打が野手のエラーを誘い、走者が還って1点勝ち越し。しかし15回裏の東洋大姫路も、2死3塁からショートゴロを遊撃手がボールをグラブから落として失策、土壇場でまた同点に追いついた。その後、ワイルドピッチ、死球でサヨナラのピンチを迎えたが野崎をピッチャーゴロに抑え、結局スコアは2-2の同点で決着着かず、引き分けのまま延長15回で試合終了、翌日に再試合が決まった。花咲徳栄のエース・福本真史と東洋大姫路のエース・グエン・トラン・フォク・アンの両投手は共に延長15回を一人で投げ切った。
なお選抜大会の引き分け再試合は、準々決勝では1962年・第34回大会の作新学院0-0八幡商の、当時延長18回制だった時以来41年ぶり。さらに14年前の1989年・第61回大会1回戦の近大付10-10宇都宮工（延長11回終了）と、及び12年前の1991年・第63回大会1回戦の広陵3-3三田学園（9回終了）も引分再試合となっているが、共に降雨による打ち切りだった。
|            | 1 | 2 | 3 | 4 | 5 | 6 | 7 | 8 | 9 | 10 | 11 | 12 | 13 | 14 | 15 | R | H  | E |
| ---------- | - | - | - | - | - | - | - | - | - | -- | -- | -- | -- | -- | -- | - | -- | - |
| 花咲徳栄   | 0 | 0 | 0 | 0 | 0 | 0 | 0 | 0 | 0 | 1  | 0  | 0  | 0  | 0  | 1  | 2 | 11 | 2 |
| 東洋大姫路 | 0 | 0 | 0 | 0 | 0 | 0 | 0 | 0 | 0 | 1  | 0  | 0  | 0  | 0  | 1  | 2 | 11 | 3 |

1. 花：福本（15回）
2. 東：アン（15回）
3. 審判
［球審］林
［塁審］東条・長谷川・三宅
［外審］岸・宮本
4. 試合時間：3時間13分
| 花咲徳栄 | 花咲徳栄 | 花咲徳栄        |
| 打順     | 守備     | 選手            |
| -------- | -------- | --------------- |
| 1        | [中]     | 田中一行（3年） |
| 2        | [遊]     | 水谷俊一（3年） |
| 3        | [三]     | 川嶋仁徳（2年） |
| 4        | [右]     | 猪口徹（3年）   |
| 5        | [投]     | 福本真史（3年） |
| 6        | [捕]     | 清水康寛（3年） |
| 7        | [左]     | 田村拓馬（2年） |
|          | 左       | 永山将太（3年） |
|          | 打       | 宮脇啓史（3年） |
|          | 左       | 江崎剛広（3年） |
| 8        | [一]     | 川原健太（3年） |
| 9        | [二]     | 鈴木良太（2年） |

| 東洋大姫路 | 東洋大姫路 | 東洋大姫路                          |
| 打順       | 守備       | 選手                                |
| ---------- | ---------- | ----------------------------------- |
| 1          | [中]       | 原勝茂（3年）                       |
| 2          | [左]       | 上野山宙（3年）                     |
| 3          | [投]       | グエン・トラン・フォク・アン（3年） |
| 4          | [右]       | 前川直哉（3年）                     |
| 5          | [三]       | 福永貴之（3年）                     |
| 6          | [二]一     | 野崎和（3年）                       |
| 7          | [遊]       | 大西保剛（3年）                     |
| 8          | [一]       | 二見晃史（3年）                     |
|            | 打         | 佐藤達三（3年）                     |
|            | 二         | 砂川知樹（3年）                     |
| 9          | [捕]       | 菰方崇博（3年）                     |

## 4月1日（再試合）
再試合は、両チームのエース福本・アン各投手が先発を回避、控えの投手がそれぞれ登板する。両監督はエースをどこで投入するかに注目していたが、前日とは打って変わって序盤から終盤まで、両校共に点を取り合うシーソーゲームとなった。5-4と東洋大姫路が1点リードして迎えた9回表、8回から途中登板した東洋大姫路・アンから花咲徳栄が、2死2塁からタイムリーツーベースで土壇場で追いつき5-5の同点に。9回裏の東洋大姫路は無得点、高校野球甲子園大会では春夏通じて、引き分け再試合での初の延長戦へもつれ込んだ。
延長10回表の花咲徳栄は無得点。その後延長10回裏、東洋大姫路はノーアウトから3塁打を放ち、絶体絶命となった花咲徳栄は無死満塁策を取ったが、9回からマウンドに上がった花咲徳栄・福本は、東洋大姫路の打者・野崎に対して2ストライク・2ボールからの5球目、捕手のミットから大きく外れたボールを投げてしまいワイルドピッチ。ボールがバックネット方向へ転々とする間に、東洋大姫路の3塁走者が生還してサヨナラ勝ち。2日間にわたる熱戦は合計25イニング目で決着、試合時間は合計5時間24分だった。
花咲徳栄・福本は自らの暴投でサヨナラ負けが決まった瞬間、マウンドにへたり込んで泣き崩れた。東洋大姫路・アン投手も、試合終了後の挨拶では勝利の笑顔から花咲徳栄の福本を気遣う表情に変わり、両エースはお互い握手を交わし健闘を称えていた。
|            | 1 | 2 | 3 | 4 | 5 | 6 | 7 | 8 | 9 | 10 | R | H | E |
| ---------- | - | - | - | - | - | - | - | - | - | -- | - | - | - |
| 花咲徳栄   | 2 | 0 | 0 | 0 | 0 | 0 | 2 | 0 | 1 | 0  | 5 | 7 | 1 |
| 東洋大姫路 | 0 | 0 | 0 | 2 | 1 | 0 | 2 | 0 | 0 | 1x | 6 | 8 | 3 |

1. 花：高橋（6回）、宇都木（2回）、福本（1回0/3）
2. 東：高橋（7回）、アン（3回）
3. 本塁打
東：福永（5回・ソロ）
4. 審判
［球審］林
［塁審］東条・長谷川・三宅
5. 試合時間：2時間11分
| 花咲徳栄 | 花咲徳栄 | 花咲徳栄          |
| 打順     | 守備     | 選手              |
| -------- | -------- | ----------------- |
| 1        | [中]     | 田中一行（3年）   |
| 2        | [遊]     | 水谷俊一（3年）   |
| 3        | [左]投   | 福本真史（3年）   |
| 4        | [右]     | 猪口徹（3年）     |
| 5        | [三]     | 川嶋仁徳（2年）   |
| 6        | [捕]     | 清水康寛（3年）   |
| 7        | [二]     | 鈴木良太（2年）   |
| 8        | [一]     | 川原健太（3年）   |
| 9        | [投]     | 高橋大輔（2年）   |
|          | 打       | 田村拓馬（2年）   |
|          | 投       | 宇都木智之（3年） |
|          | 打       | 宮脇啓史（3年）   |
|          | 走左     | 永山将太（3年）   |

| 東洋大姫路 | 東洋大姫路 | 東洋大姫路                          |
| 打順       | 守備       | 選手                                |
| ---------- | ---------- | ----------------------------------- |
| 1          | [中]       | 原勝茂（3年）                       |
| 2          | [遊]       | 大西保剛（3年）                     |
| 3          | [一]投     | グエン・トラン・フォク・アン（3年） |
| 4          | [右]       | 前川直哉（3年）                     |
| 5          | [三]       | 福永貴之（3年）                     |
| 6          | [左]       | 上野山宙（3年）                     |
| 7          | [二]       | 野崎和（3年）                       |
| 8          | [投]       | 高橋卓也（2年）                     |
|            | 一         | 二見晃史（3年）                     |
| 9          | [捕]       | 菰方崇博（3年）                     |

## その後
- 東洋大姫路は次の準決勝では、優勝した広陵高校に1-5で敗れた。
- 花咲徳栄は14年後の第99回全国高等学校野球選手権大会で埼玉県勢として夏の甲子園で初優勝した。

## 参考資料
- 廣済堂出版 『ホームラン』2016年9月号臨時増刊、歴代春夏甲子園メンバー表大全集　p29、p83